# Rantauprapat
Rantauprapat är en ort i Indonesien.   Den ligger i provinsen Sumatera Utara, i den västra delen av landet, 1 200 km nordväst om huvudstaden Jakarta. Rantauprapat ligger 29 meter över havet och antalet invånare är 103 009.
Terrängen runt Rantauprapat är platt åt nordost, men åt sydväst är den kuperad. Runt Rantauprapat är det tätbefolkat, med 982 invånare per kvadratkilometer. Rantauprapat är det största samhället i trakten. I omgivningarna runt Rantauprapat växer i huvudsak städsegrön lövskog.